# Regione di Karlovy Vary
La regione di Karlovy Vary (in ceco Karlovarský kraj) è una regione (kraj) della Repubblica Ceca, situata nella parte nord-occidentale della regione storica della Boemia. Il suo nome è dovuto a quello del suo capoluogo Karlovy Vary (in tedesco Karlsbad).

## Economia
La regione è nota per le sue terme, dodici delle quali si possono trovare nella città di Karlovy Vary. Altre città famose per la presenza di stazioni termali sono Františkovy Lázně, Mariánské Lázně, Lázně Kynžvart e Jáchymov.
Nella regione sono presenti due centrali elettriche, Vřesová e Tisová, entrambe nel distretto di Sokolov. La regione è anche parte del cosiddetto triangolo nero, una zona di industrializzazione pesante e danni ambientali situata tra i confini di Polonia, Germania e Repubblica Ceca.

## Distretti
- Distretto di Cheb
- Distretto di Karlovy Vary
- Distretto di Sokolov

## Città
- Aš
- Cheb
- Chodov
- Františkovy Lázně
- Jáchymov
- Karlovy Vary
- Kraslice
- Mariánské Lázně
- Nejdek
- Ostrov
- Sokolov

## Infrastrutture e trasporti
La regione di Karlovy Vary è servita dall'aeroporto omonimo, con un traffico di più di 100.000 passeggeri nel 2012. La regione è anche sede di altri due aeroporti, nessuno dei quali viene utilizzato per voli passeggeri: Cheb, l'aeroporto più antico del paese, e Mariánské Lázně.
La regione è priva di qualsiasi autostrada; la R6, non ultimata, passa attraverso la regione collegando Cheb e Karlovy Vary a Praga.
La lunghezza delle linee ferroviarie gestite nella regione è 493 km.